# Луи де Люксембург-Линьи
Луи де Люксембург-Линьи (фр. Louis de Luxembourg-Ligny; 1467 — 31 декабря 1503, Лион) — граф де Линьи, герцог Андрии, принц Альтамуры, великий камергер Франции.
Сын коннетабля Франции Луи де Люксембурга и Марии Савойской.
Участвовал в Итальянском походе Карла VIII, отличился в битве при Форново. Был губернатором Пикардии. В 1499 возведен в достоинство дворянина Венецианской республики. В 1500 назначен Людовиком XII великим камергером Франции. Участвовал в завоевании Неаполитанского королевства; овладел Нолой, где взял в плен членов семейства Орсини. Сопровождал короля во время торжественного вступления в Геную 26 августа 1502.
В 1492 женился на Элеоноре де Геваре дель Бальцо, старшей дочери Пьетро де Гевары, маркиза дель Васто, и Изотты дель Бальцо, наследнице владений домов де Гевара и дель Бальцо, конфискованных королём Ферранте I в 1487.
Носил титулы графа де Линьи и де Венкер, герцога Андрии и Венозы, принца Альтамуры. Потомства не оставил.